# Lijst van nummer 1-hits in Australië in 1991
Deze hits stonden in 1991 op nummer 1 in de ARIA Charts, de bekendste hitlijst in Australië.
| Datum        | Artiest                            | Titel                                 |
| ------------ | ---------------------------------- | ------------------------------------- |
| 6 januari    | Geen lijst verschenen              | Geen lijst verschenen                 |
| 13 januari   | Vanilla Ice                        | Ice Ice Baby                          |
| 20 januari   | Vanilla Ice                        | Ice Ice Baby                          |
| 27 januari   | Vanilla Ice                        | Ice Ice Baby                          |
| 3 februari   | Divinyls                           | I Touch Myself                        |
| 10 februari  | Divinyls                           | I Touch Myself                        |
| 17 februari  | Londonbeat                         | I've Been Thinking About You          |
| 24 februari  | Londonbeat                         | I've Been Thinking About You          |
| 3 maart      | Londonbeat                         | I've Been Thinking About You          |
| 10 maart     | Londonbeat                         | I've Been Thinking About You          |
| 17 maart     | The Simpsons                       | Do the Bartman                        |
| 24 maart     | Dimples D.                         | Sucker DJ (A Witch for Love)          |
| 31 maart     | Dimples D.                         | Sucker DJ (A Witch for Love)          |
| 7 april      | Julee Cruise                       | Falling (The theme from "Twin Peaks") |
| 14 april     | Roxette                            | Joyride                               |
| 21 april     | Roxette                            | Joyride                               |
| 28 april     | Roxette                            | Joyride                               |
| 5 mei        | Ratcat                             | Tingles (EP)                          |
| 12 mei       | Ratcat                             | Tingles (EP)                          |
| 19 mei       | Daryl Braithwaite                  | The Horses                            |
| 26 mei       | Daryl Braithwaite                  | The Horses                            |
| 2 juni       | Ratcat                             | Don't Go Now                          |
| 9 juni       | John Travolta & Olivia Newton-John | The Grease megamix                    |
| 16 juni      | John Travolta & Olivia Newton-John | The Grease megamix                    |
| 23 juni      | John Travolta & Olivia Newton-John | The Grease megamix                    |
| 30 juni      | John Travolta & Olivia Newton-John | The Grease megamix                    |
| 7 juli       | John Travolta & Olivia Newton-John | The Grease megamix                    |
| 14 juli      | Melissa                            | Read My Lips                          |
| 21 juli      | Melissa                            | Read My Lips                          |
| 28 juli      | Bryan Adams                        | (Everything I Do) I Do It for You     |
| 4 augustus   | Bryan Adams                        | (Everything I Do) I Do It for You     |
| 11 augustus  | Bryan Adams                        | (Everything I Do) I Do It for You     |
| 18 augustus  | Bryan Adams                        | (Everything I Do) I Do It for You     |
| 25 augustus  | Bryan Adams                        | (Everything I Do) I Do It for You     |
| 1 september  | Bryan Adams                        | (Everything I Do) I Do It for You     |
| 8 september  | Bryan Adams                        | (Everything I Do) I Do It for You     |
| 15 september | Bryan Adams                        | (Everything I Do) I Do It for You     |
| 22 september | Bryan Adams                        | (Everything I Do) I Do It for You     |
| 29 september | Bryan Adams                        | (Everything I Do) I Do It for You     |
| 6 oktober    | Bryan Adams                        | (Everything I Do) I Do It for You     |
| 13 oktober   | Martika                            | Love... Thy Will Be Done              |
| 20 oktober   | Big Audio Dynamite II              | Rush                                  |
| 27 oktober   | Big Audio Dynamite II              | Rush                                  |
| 3 november   | U2                                 | The Fly                               |
| 10 november  | Right Said Fred                    | I'm Too Sexy                          |
| 17 november  | Right Said Fred                    | I'm Too Sexy                          |
| 24 november  | Right Said Fred                    | I'm Too Sexy                          |
| 1 december   | Michael Jackson                    | Black or White                        |
| 8 december   | Michael Jackson                    | Black or White                        |
| 15 december  | Michael Jackson                    | Black or White                        |
| 22 december  | Michael Jackson                    | Black or White                        |
| 29 december  | Geen lijst verschenen              | Geen lijst verschenen                 |